# David Axmark

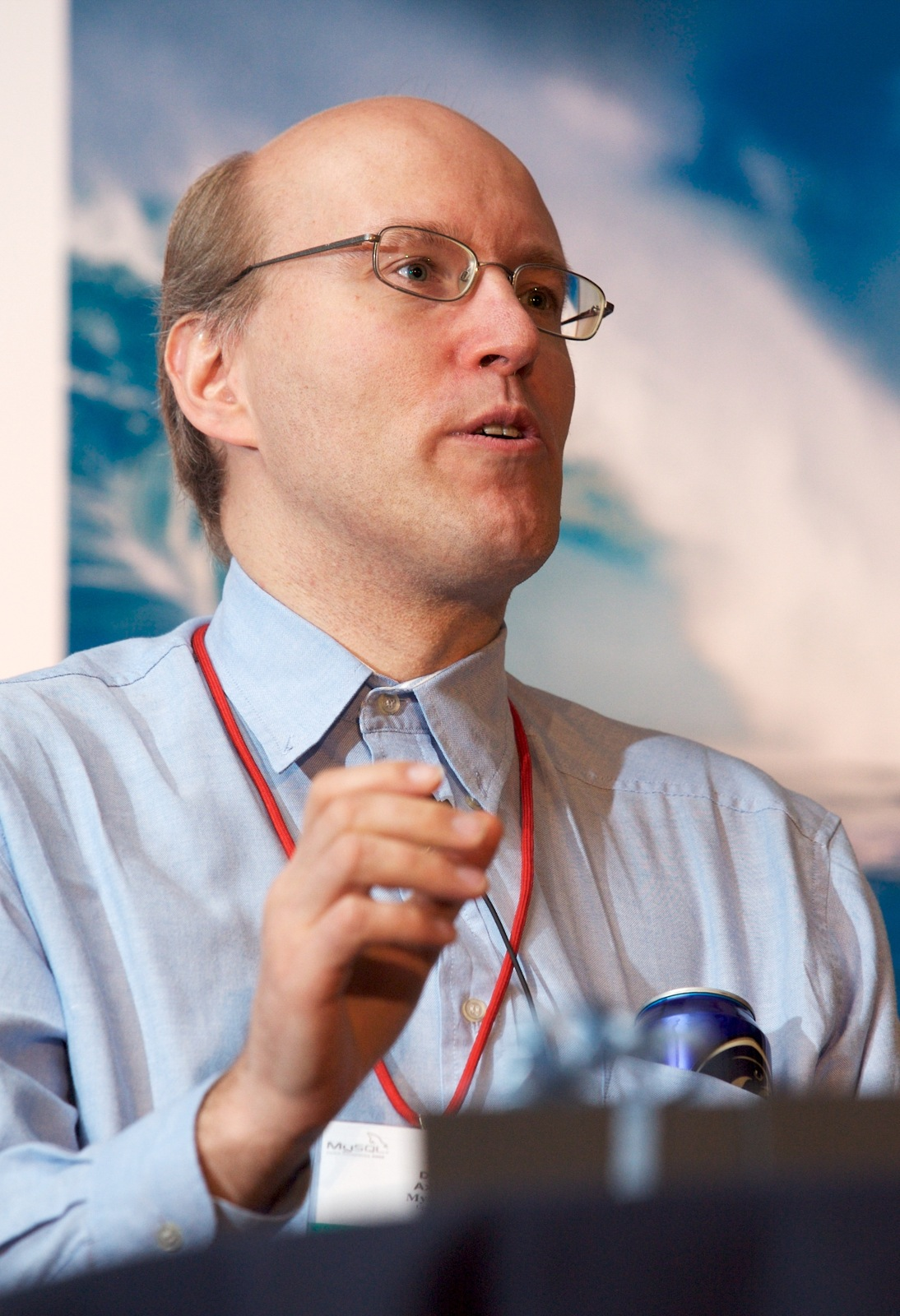
David Axmark 2006

David Axmark (* 28. Mai 1962 in Schweden) ist einer der Gründer von MySQL AB sowie Entwickler der Open-Source-Datenbanken MySQL und MariaDB. In die Entwicklung von MySQL war er von Anbeginn gemeinsam mit dem Mitbegründer Michael Widenius involviert.

## Leben
Axmark studierte an der Universität Uppsala zwischen 1980 und 1984. Seit 1980 entwickelt er freie Software. Am 4. Dezember 2012 kündigte David Axmark gemeinsam mit den weiteren MySQL-Gründern Michael „Monty“ Widenius und Allan Larsson MariaDB an.